# Sepia mestus
La seppia rossa (Sepia mestus Gray, 1849) è un mollusco cefalopode della famiglia Sepiidae, diffuso nelle coste dell'Australia orientale e meridionale.
L'esemplare tipo è stato raccolto al largo della costa australiana ed è depositato al Museo di Storia Naturale di Londra.

## Descrizione

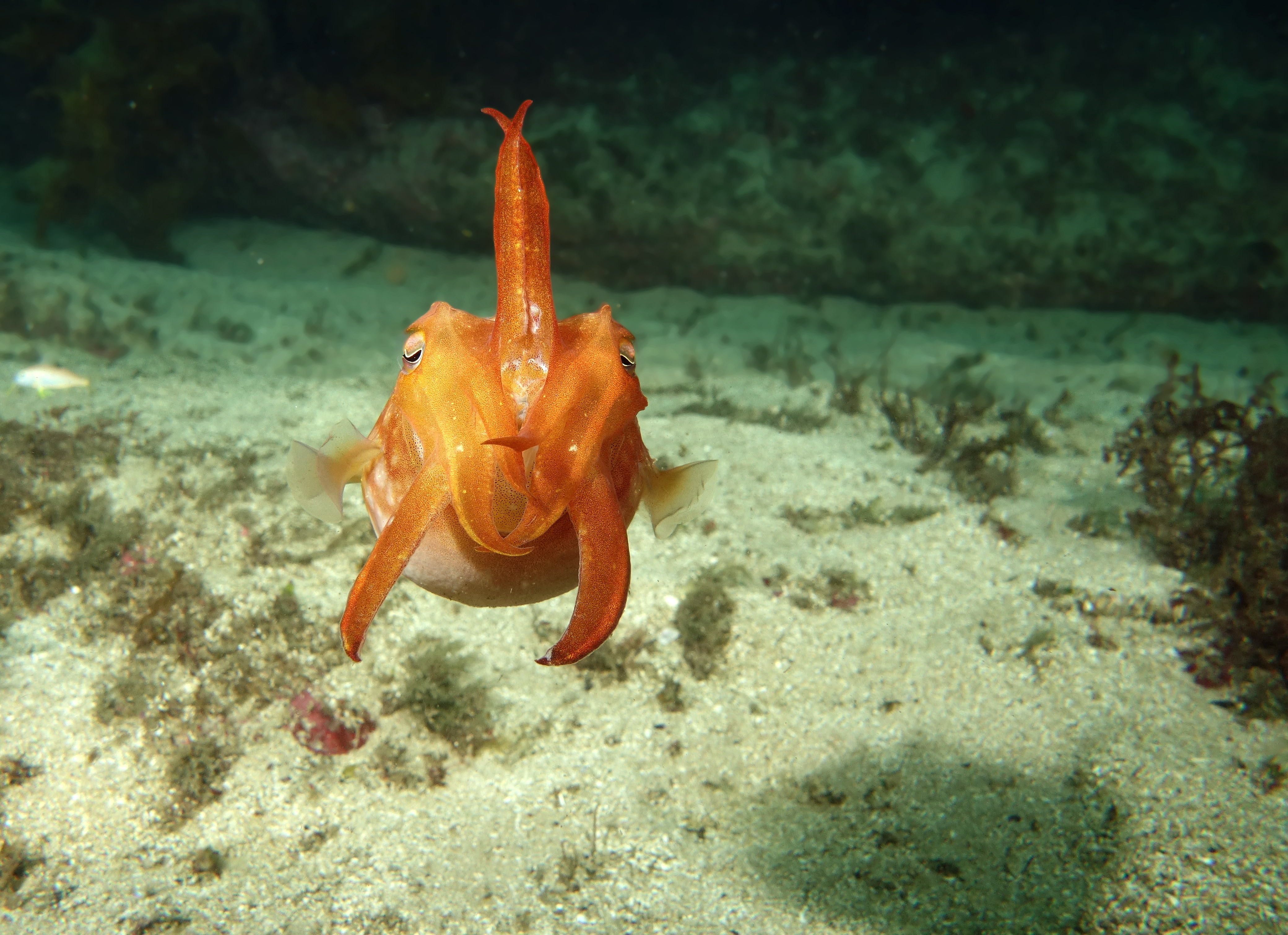
Visione frontale di S. mestus

S. mestus è una delle seppie più piccole. Questa specie può raggiungere i 20 cm di lunghezza del mantello. Mostra dimorfismo sessuale: le femmine raggiungono in media una lunghezza del mantello di 12,4 cm, mentre i maschi non superano i 7,7 cm.
L'aspetto è quello comune a tutte le seppie. È dotata di un corpo allungato con mantello di forma circondato da pinne ondeggianti che si uniscono sulla punta favorendo il movimento dell'animale. Il resto del corpo è composto da due grandi occhi e otto piccole braccia che nascondono al centro un becco corneo simile a quello di un pappagallo e due tentacoli più lunghi che presentano le ventose solo all'apice e vengono estroflessi con uno scatto velocissimo per catturare le prede. Dentro il mantello, dove è presente la conchiglia interna del mollusco nota volgarmente come "osso di seppia", l'animale può riempirsi e svuotarsi d'acqua a proprio piacimento in maniera tale da cambiare livello di profondità. Il loro osso di seppia è ovale e largo, con l'estremità anteriore leggermente acuminata; la superficie dorsale è da bluastra a bianca e convessa e la superficie ventrale è piatta con una stretta scanalatura mediana.
Come le altre seppie è in grado di mostrare diversi modelli di colore, ma il più tipico e comune è un colore rosso intenso e intenso. S. mestus può essere infatti identificata per il suo colore tipicamente rosso, un paio di macchie nere (ocelli) sulla parte superiore del corpo, un anello giallo-arancio intorno agli occhi (come in Sepia latimanus) e per le braccia corte. Quando ha intenzione di rendere la consistenza della pelle più rugosa e verrucosa, si formano delle papille lungo il corpo, ma non nella testa (come in Sepia apama, con cui condivide l'habitat) o nelle braccia. Nel corpo rossiccio molto spesso si vede una sella chiara, biancastra.

## Distribuzione e habitat
S. mestus si trova nelle acque al largo dell'Australia orientale e meridionale; il suo areale si estende dal Queensland meridionale al Nuovo Galles del Sud meridionale. Con Sepia apama e Sepia plangon, la seppia rossa è la più comune delle seppie della costa orientale australiana.
S. mestus si trova spesso su scogliere rocciose poco profonde o su fondali di alghe o di sabbia. Si ritiene che la sua gamma di profondità sia compresa tra 1 e 300 m, sebbene sia più spesso osservata su pendii sabbiosi e rocciosi a circa 10-18 m. Nel porto di Sydney si trova spesso sotto i pilastri in decomposizione del molo e durante il giorno nelle sporgenze rocciose.

## Biologia
S. mestus ha un caratteristico paio di cuscinetti ovali di tessuto spugnoso sul mantello; si sospetta che questi agiscano come cuscinetti di adesione, aiutando l'animale a mantenere la sua posizione nell'acqua turbolenta, caratteristica del suo habitat di acque poco profonde.